# Isopogon axillaris
Isopogon axillaris (лат.) — кустарник, вид рода Изопогон (Isopogon) семейства Протейные (Proteaceae), эндемик юго-западного региона Западной Австралии. Кустарник с толстыми, линейными или копьевидными листьями и овальными соцветиями розовых или пурпурных цветков.

## Ботаническое описание
Isopogon axillaris — кустарник высотой 0,4-1,2 м с гладкими коричневатыми веточками. Листья имеют линейную или копьевидную форму с более узким концом у основания, 15-90 мм в длину, 5-10 мм в ширину и более или менее сидячие. Цветки расположены в пазухах листьев в сидячих овальных цветочных головках длиной до 35 мм с несколькими перекрывающимися рядами эллиптических оборачивающих прицветников. Цветки имеют длину 25-35 мм, от бледно-розового до пурпурно-розового. Цветёт с июля по октябрь. Плоды представляют собой опушённые шаровидные орехи, сросшиеся в овальную плодовую головку диаметром около 10 мм.

## Таксономия
Впервые этот вид был описан в 1810 году Робертом Броуном в Transactions of the Linnean Society of London.

## Распространение и местообитание
I. axillaris — эндемик Западной Австралии. Растёт во влажных и болотистых местах от Карридейла до Албани на юго-западе Западной Австралии.

## Охранный статус
Вид классифицируется Департаментом парков и дикой природы правительства Западной Австралии как «не находящийся под угрозой исчезновения». Международный союз охраны природы классифицирует природоохранный статус вида как «близкий к уязвимому положению».